# Юріан ван Стрек
Юріан ван Стрек (нід. Juriaan van Streek; 29 лютого, 1632, Амстердам — поховання 12 червня 1687, Амстердам ) — північнонідерландський (голландський) художник другої половини XVII століття, майстер натюрмортів.

## Життєпис
За відгуками сучасників Юріан ван Стрек був авторитетним художником, уродженцем міста Амстердам. Його життєпис створив історіограф Арнольд Гаубракен. Тим не менше про художника збережено мало відомостей.

## Відомості про освіту і творчі впливи
Походи з Амстердама. Художню освіту здобув у майстерні Віллема Калфа (1619-1693), автора кухонних сцен, що розробляв побутовий жанр із натюрмортами. Серед впливів на Стрека — твори, що зробив художник Барендт ван дер Меер (1659 - ?1702).

## Відомості про власну родину
1653 року Юріан ван Стрек узяв шлюб із Гретьє Клаас. У родині було десять дітей, з них троє померли у дитинстві. 
Син Гендрік ван Стрек став художником, навчався у майстерні Еммануеля де Вітте. Гендрік ван Стрек створював натюрморти і зображення інтер'єрів.
Велика кількість художників у Голландії і жорстка конкуренція між ними, неможливість прожити тільки на гроші від продажу картин, спонукали художників підробляти у нехудожніх галузях. Так, Юріан ван Стрек утримував невеликий готель.

## Обрані твори (неповний перелік)
- «Устриці, персики і лимони »

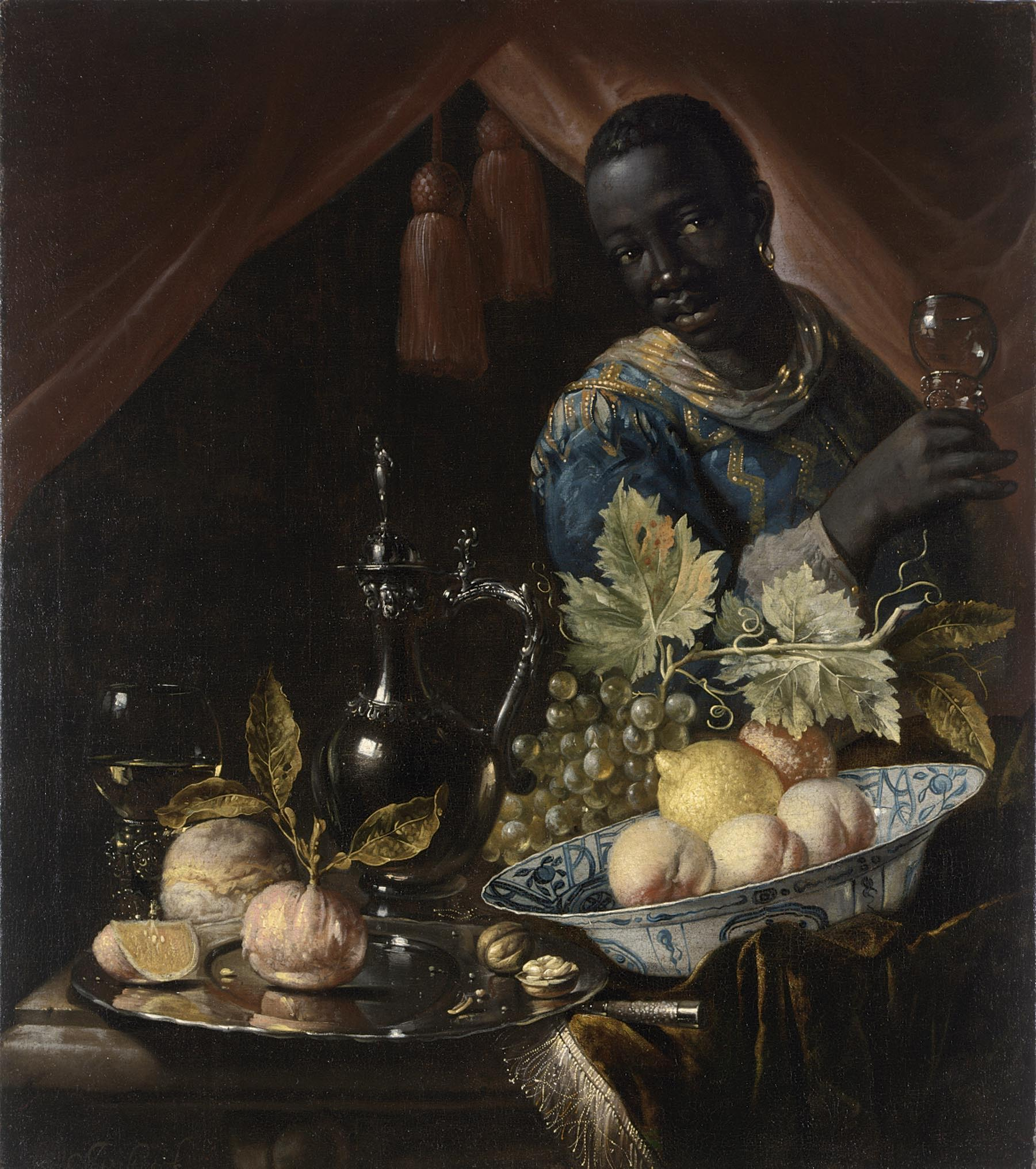
Юріан ван Стрек. «Слуга негреня і натюрморт з фруктами »

- « Апельсин, лимон і персики на порцеляновому блюді, китайська ваза і келих Наутилус »

- «Сніданок з оселедцем і цибулею»
- «Фрукти на порцеляновому блюді і скляні келихи»
- «Фрукти і келих ремер на столі »
- «Фрукти і келих з вином на столі»
- «Порцеляна, омар і келих наутилус»
- «Китайська порцеляна і фрукти на столі»
- «Два келихи з вином і фрукти на столі»
- «Фрукти, китайська ваза, келих з вином»
- «Устриці, апельсинові квіти і оплетена пляшка з вином»
- «Фрукти в архітектурній ніші»
- «Натюрморт з пишним плюмажем і речами ванітас»
- «Слуга негреня і натюрморт з фруктами»
- « Фрукти, келих наутилус, китайська порцеляна»
- «Фрукти і делфтська порцеляна»
- «Порцеляна Ван Лі і фрукти»
- «Натюрморт з трояндами, фруктами і пирогом»
- «Натюрморт зі срібним глеком, крабами, келихом з вином і китайською порцеляною»

Юріан ван Стрек часто подавав у власних картинах китайську порцеляну кінця 16 - початку 17 століття, доби правління імператора Ван Лі. За іменем цього імператора іноді називають і порцеляну цього періоду і типу.

## Обрані твори (галерея)

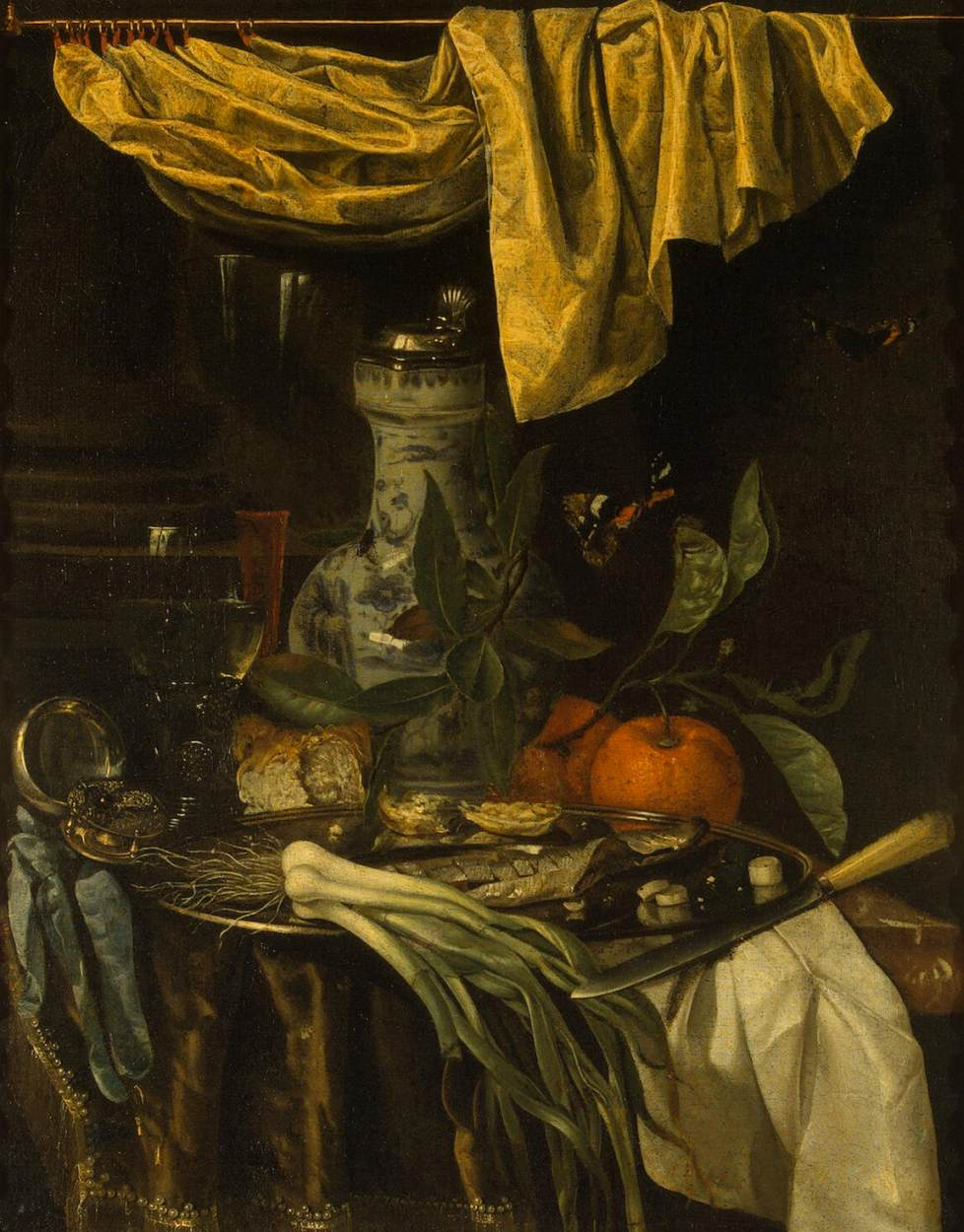
Юріан ван Стрек. «Сніданок з оселедцем і цибулею», Ермітаж, Санкт-Петербург

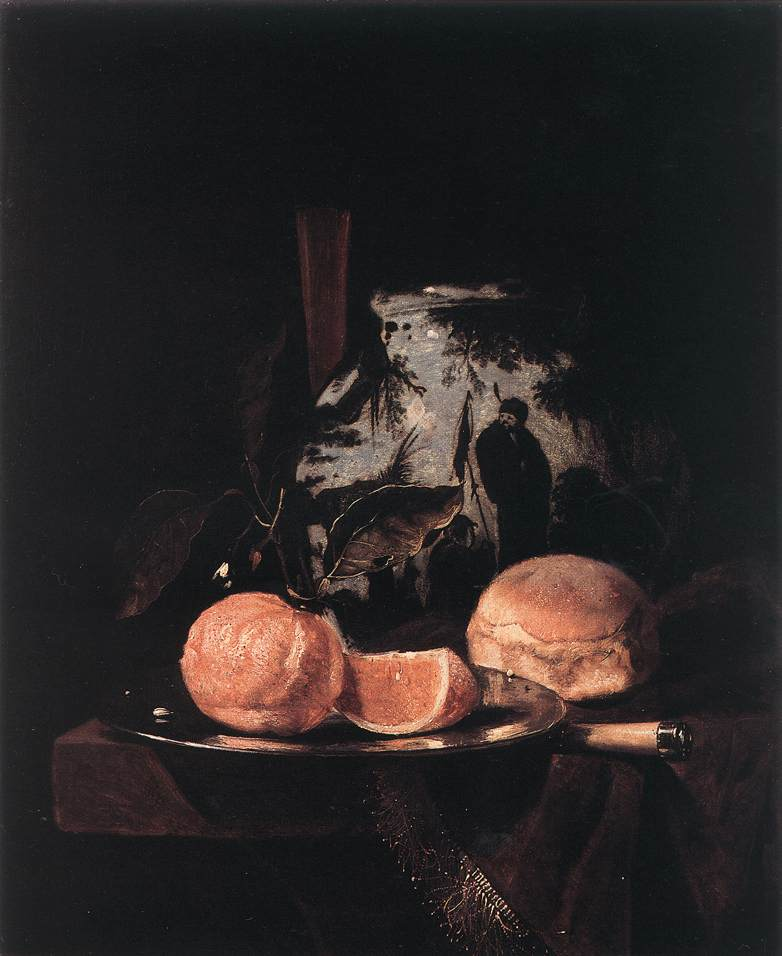
Юріан ван Стрек.
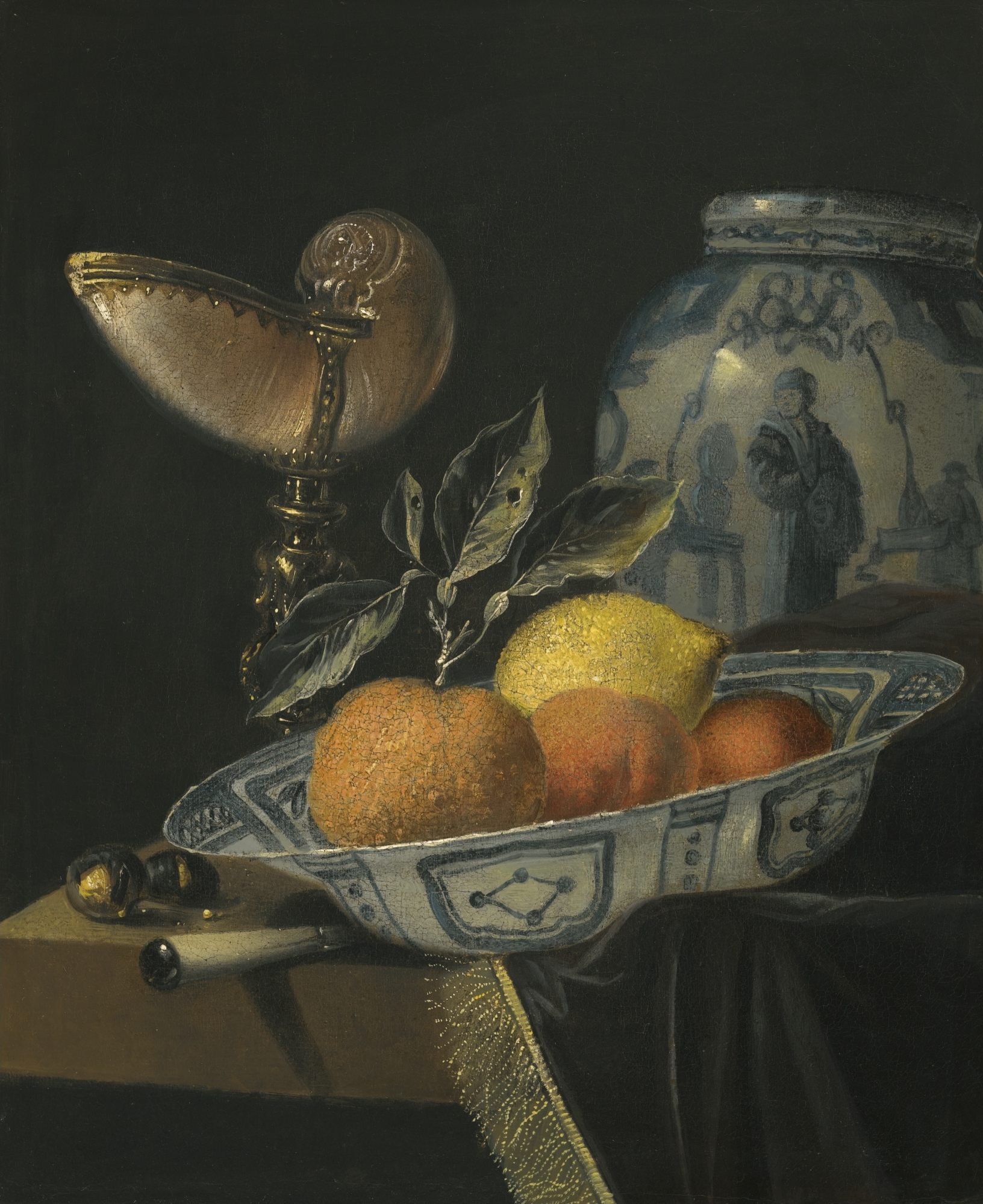
Юріан ван Стрек.
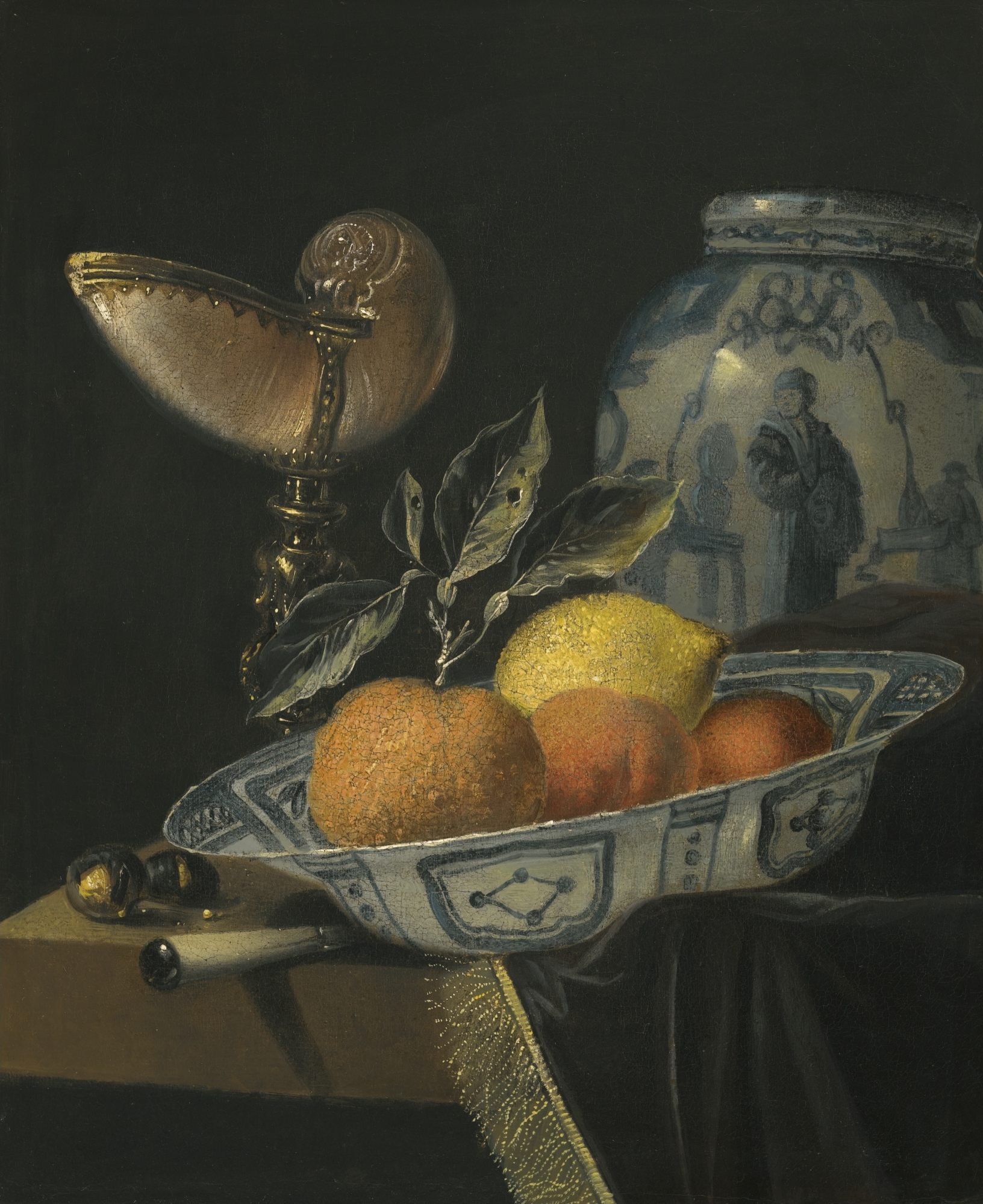
Юріан ван Стрек.
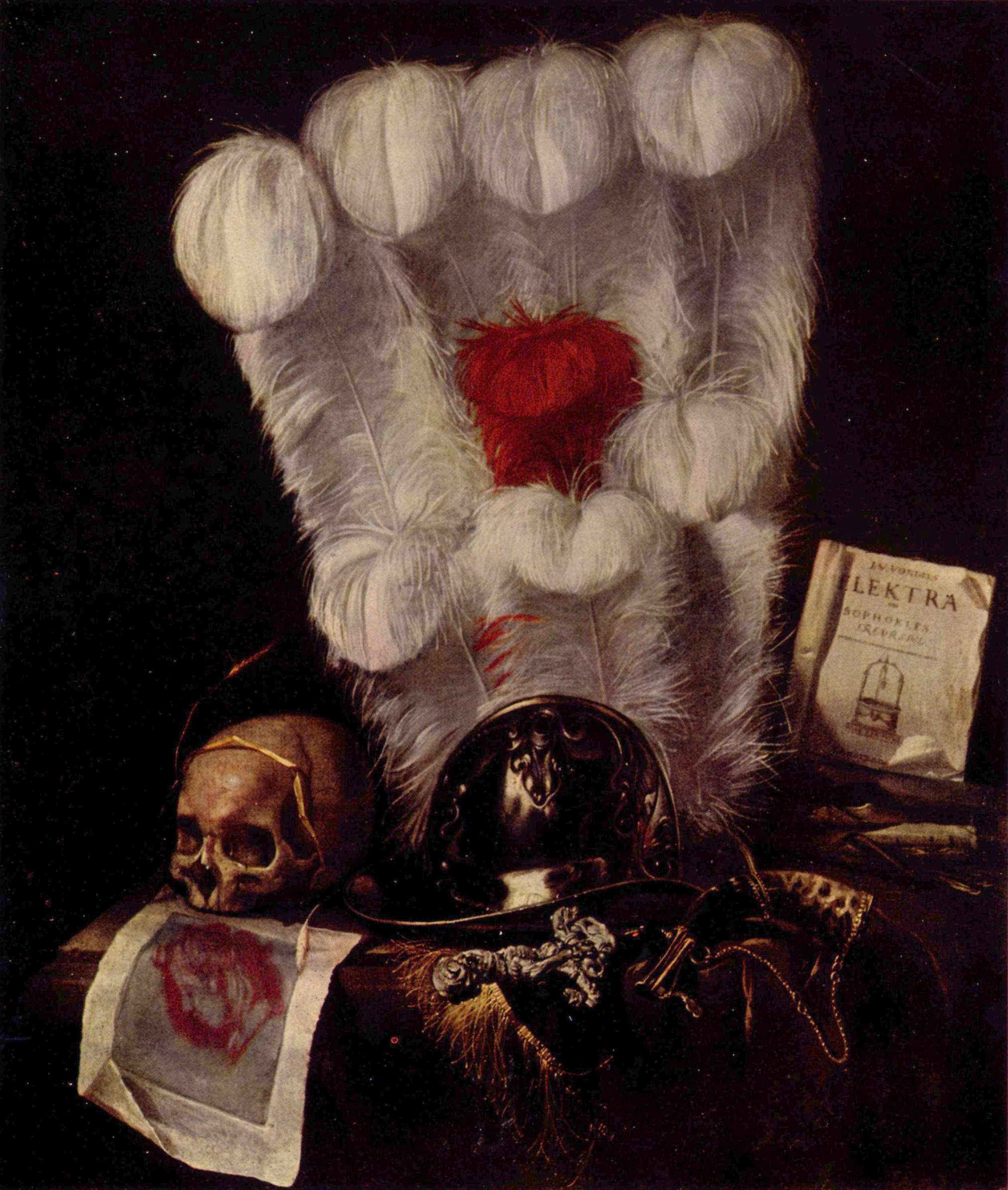
Юріан ван Стрек. «Ванітас» або «Натюрморт з пишним плюмажем і речами ванітас»